# 皇后乡
皇后乡，是中华人民共和国河南省南阳市南召县下辖的一个乡镇级行政单位。

## 行政区划
皇后乡下辖以下地区：
宏扬社区、天桥村、郭庄村、红旗村、娘娘庙村、皇后村、北召店村、苏湾村、凉水泉村、潘坪村、辛庄村、王村、分水岭村、老坟湾村和康庄村。